# Ràdio Free Camaco
Ràdio Free Camaco és una novel·la en llengua catalana de l'escriptor barceloní Edgar Cantero publicada el 2024. És la sisena novel·la de l'autor, i la tercera escrita en català.
Adscrita al gènere de la novel·la negra i ambientada a la Catalunya rural, tracta d'un sensesostre que es veu obligat a resoldre un assassinat en una urbanització aïllada a la muntanya (referida per un dels personatges com una "camaquera").

## Rerefons
Ràdio Free Camaco va ser el primer llibre en català que Cantero publicava després de Vallvi (2011). En aquest interval havia escrit i publicat tres llibres en anglès (un dels quals, Meddling Kids, va ser bestseller del New York Times) i s'havia traslladat als Estats Units.
En una entrevista radiofònica amb Xavi Bundó al programa Via lliure de RAC1, Cantero confessava que en part va concebre una novel·la ambientada a Catalunya perquè s'enyorava.
| « | Tenia ganes de fer una novel·la negra, alguna cosa de misteri. Se'm va acudir aquest concepte que era un rotllo True Detective còmic, ambientat en una Catalunya rural però una mica poligonera, amb un protagonista pagesot però una mica quillo. […] Aquesta mena de novel·la només es podia escriure en català. | » |

## Argument
La història se situa en una comarca fictícia, la Llobera i Volpenars, i en concret a la població de Verri. El protagonista, que roman anònim durant tot el llibre però és ocasionalment referit com "el cegador de Verri" (sic), és un exconvicte que va estar un any a presó acusat d'agredir un antidisturbis en una manifestació independentista. Sense casa ni feina, viu amb totes les seves possessions dins el seu cotxe (un Lancia Delta HF Integrale de 1995), assetjat per la policia local i amagant la seva situació de la seva ex dona i del seu fill adolescent.
Quan un veí del poble el convida a sumar-se a un escamot encarregat de desallotjar un xalet ocupat, el cegador inicialment rebutja la feina. Més tard passa pel xalet i troba que l'okupa ha desaparegut i els desallotjadors han estat assassinats. Convertit en principal sospitós del crim, empaitat per la policia i ajudat només per uns pocs amics lleials, haurà de trobar el veritable assassí per demostrar la seva innocència. La investigació l'embolicarà en una aventura que abasta la màfia russa, polítics corruptes, i un misteri de caràcter sobrenatural.

## Acollida
Ràdio free camaco ha rebut crítiques positives. Julià Guillamon, a La Vanguardia, va elogiar-ne els personatges "ben dibuixats" i "l'equilibri entre una trama una mica punk, una llengua perfectament dominada amb matisos i variants, el component polític, la crítica al tardocapitalisme, el retrat del paisatge desgavellat". Jaume Barrull al diari Segre va qualificar-la d'"esbojarrada, nostrada, trepidant i lúcida".
Segons l'escriptora Marina Espasa a la seva ressenya al diari Ara, la novel·la "és una descripció hilarant i hipercrítica" de "la Catalunya del post-Procés": "Un país trinxat i incrèdul descrit amb un vocabulari ric i un amor pel món feréstec […] que comença allà on no es van acabar les voreres de les urbanitzacions."